# Rasjt
Rasjt, ook wel geschreven als Rashjt, Rasht of Resjt, is een stad in Iran en de hoofdstad van de provincie Gīlān. De stad heeft ongeveer 640.000 inwoners.
Samen met Azerbeidzjan was de streek om Rasjt verscheidene keren deel van Rusland of de Sovjet-Unie. Dit was het geval van 1723-36, 1909/11-12, 1915-18, 1920-21, 1941-46.
Enkele wijken in Rasht zijn Gulsar (Golsar), Safsar, Khamiran en Kurdmahale (Kordmahaleh).

## Bekende personen
- De striptekenares Marjane Satrapi is geboren in Rasjt.
- De mensenrechtenactivist, vluchtelingenwerker en bestuurder Mardjan Seighali is geboren in Rasjt.[2]